# 中村星来
中村 星来（なかむら せいら、1995年4月12日 - ）は、日本のモデル。
上智大学総合グローバル学部卒業。レアルマネジメント所属。

## 略歴
3歳から12歳までインドネシアで育ち、日本の中学、高校を経て、上智大学総合グローバル学部に進学する。
大学で同学部同学年の山本ソニアの勧めをきっかけに芸能事務所各社のオーディションを受け、第1希望のレプロエンタテインメントのオーディションに合格。山本も所属する同事務所に2016年7月末より所属し、モデルとして活動を開始する。
2017年3月よりフジテレビ系列の東京ヤクルトスワローズの試合中継などにおいて番組内のリポートなどを担当するヤクルトスワローズ公認サポーターを務める。
2018年3月に上智大学を卒業。
2019年4月、所属フリーに。2019年12月、REAL MANAGEMENT（レアルマネジメント）社長自らの熱烈なコールを受け、レアルマネジメント所属に。

## 人物
台湾人、オランダ人、中国人と日本人の血を引く。3歳から12歳までインドネシアで育ったことから、英語と日本語に加えてインドネシア語も少し話すことができる。

## 出演

### TV
- オールスター感謝祭（2018 春  2019 春  2019 秋、TBS） -  アシスタント

### ビジュアル
- ara shoes 2019秋冬カタログ
- メッツァビレッジ

　　クリスマスマーケット動画
　　『森と、湖と、アンブレラと』動画
　　〜星降るメッツァ〜 『Nordic Sky プラネタリウムスペース』動画

### CM
- bitflyer 「ビットコインはbitFlyer〜世界は回る編〜」（2016年12月）
- ゼリア新薬工業 ヘパリーゼW 「いろんな場所で」篇（2017年3月）
- バンダイナムコエンターテインメント VR ZONE SHINJUKU（2017年7月）

### MV
- SHISHAMO「魔法のように」（2017年2月）

### 舞台
- Heal your shoes（2017年4月、Theater新宿スターフィールド、L&L企画公演）

### ファッションショー
- 城西大学大学祭ファッションショー（2019年10月） - プロデュース・出演

### その他
- ヤクルトスワローズ公認サポーター（2017年）